# 笹森站

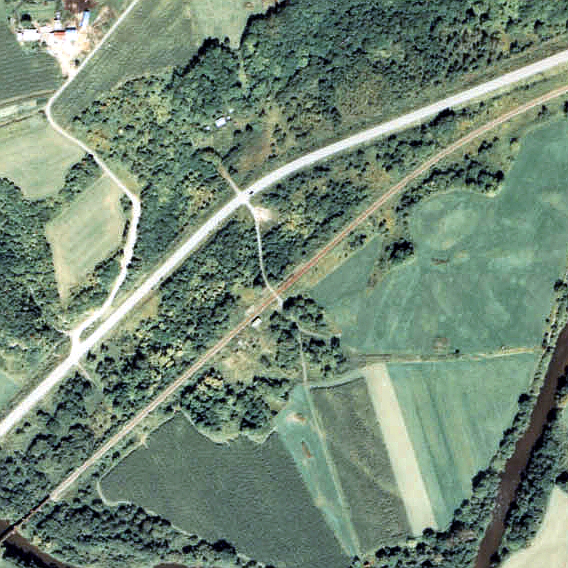
1977年的國鐵池北線時代笹森臨時乘降場與方圓500米範圍。右上方是北見方向。

笹森站（日语：／ Sasamori eki */?）是位於北海道足寄郡足寄町大譽地，北海道池北高原鐵道的故鄉銀河線車站（廢站）。隨著故鄉銀河線廢線，車站在2006年（平成18年）4月21日廢除。

## 歷史
此站原本是臨時乘降場。在臨時乘降場時代，北海道版的時間表與2萬5千分之1地形圖均沒有被記載下來，因此不太知道臨時乘降場的存在。
- 1948年（昭和23年）
  - 7月1日 - 為了維護路軌事務所（路軌班）相關人士的通勤和上學需要，部分停靠此處[2]。
  - 8月1日 - 運輸省開設此臨時乘降場（局（日语：鉄道管理局）設定）[2]。
- 1949年（昭和24年）6月1日 - 日本國有鐵道成立，成為日本國有鐵道車站。
- 1961年（昭和36年）4月1日 - 池田至北見之間改名為池北線，成為池北線車站[3]。
- 1987年（昭和62年）4月1日 - 伴隨國鐵分割民營化，車站由北海道旅客鐵道（JR北海道）營運。同時升級為車站[2][4]。
- 1989年（平成元年）6月4日 - 北海道池北高原鐵道繼承池北線[3][5][6][7][8][2]。
- 2006年（平成18年）4月21日 - 故鄉銀河線全線廢除[1][9]，此站也廢除。

### 站名的由來
有一個説法是曾經當地曾經長滿「笹」（赤竹），因此把地名改為「笹森」。

## 車站構造
截至車站廢除前，此站是地面車站，設有1面1線的單式月台。
月台地基一半是使用了重用的橋桁。
此站設有維護用車輛的留置線。在國鐵時代的陸別保線區笹森分班建築物還存在。

## 車站周邊
在周邊看不到民居。
- 國道242號（日语：国道242号）
- 十勝巴士（日语：十勝バス）「笹森」巴士站

## 相鄰車站
北海道池北高原鐵道
故鄉銀河線
上利別－笹森－大譽地

## 注腳
1. 1 2 3  北見現代史編集委員会（編集）. . 北見市: 981頁. 2007-01 （日语）.
2. 1 2 3 4  停車場變遷大事典 國鐵・JR編II 1998年10月 JTB發行。
3. 1 2   田中和夫（監修）. . 上巻 国鉄・JR線. 北海道新聞社（編集）. 2002-07-15: 236–237頁. ISBN 978-4-89453-220-5. ISBN 4-89453-220-4 （日语）.
4. 1 2  太田幸夫.  1. 札幌市: 富士コンテム. 2004-02-29: 139. ISBN 4-89391-549-5 （日语）.
5. ↑  田中和夫（監修）. . 下巻 SL・青函連絡船他. 北海道新聞社（編集）. 2002-12-05: 222頁–223頁. ISBN 978-4-89453-237-3. ISBN 4-89453-237-9.
6. ↑  北見現代史編集委員会（編集）. . 北見市: 952頁,954頁. 2007-01 （日语）.
7. ↑  ふるさと銀河線10周年記念事業実行委員会（編集）. : 21–24頁、95頁. 1999-06-04 （日语）.
8. ↑  . 北海道新聞 (北海道新聞社). フォト北海道（道新写真データベース）. 1989-06-03  [2016-11-25]. （原始内容存档于2016年11月25日） （日语）.
9. ↑  . 北海道新聞 (北海道新聞社). フォト北海道（道新写真データベース）. 2006-04-21  [2016-11-25]. （原始内容存档于2016年11月25日） （日语）.